# Калвињак
Калвињак (фр. Calvignac) насеље је и општина у јужној Француској у региону Миди Пирене, у департману Лот која припада префектури Каор.
По подацима из 2011. године у општини је живело 204 становника, а густина насељености је износила 11,4 становника/km². Општина се простире на површини од 17,89 km². Налази се на средњој надморској висини од 144 метара (максималној 351 m, а минималној 130 m).

## Демографија
| 1962. | 1968. | 1975. | 1982. | 1990. | 1999. | 2011. |
| ----- | ----- | ----- | ----- | ----- | ----- | ----- |
| 220   | 229   | 211   | 203   | 194   | 192   | 204   |